# Certain Affinity
Certain Affinity, Inc. é um estúdio americano de desenvolvimento de jogos eletrônicos com sede em Austin, Texas. Foi fundada em 2006 por Max Hoberman e um pequeno número de outros ex-funcionários da Bungie e outros veteranos do setor.

## História
A criação da Certain Affinity foi anunciada em dezembro de 2006. O estúdio foi fundado pelo ex-funcionário da Bungie Max Hoberman. Além da equipe da Bungie, também inclui ex-membros de empresas como Microsoft, Red Storm, Origin, Electronic Arts, Digital Anvil, NCSoft e o agora extinto Midway Austin.
O primeiro trabalho do estúdio foi a criação de dois níveis multijogador adicionais para o popular jogo de Xbox, Halo 2. Esses mapas, chamados "Tombstone" e "Desolation" (que compunham o "Blastacular Map Pack") foram os últimos mapas de Halo 2 a serem lançados; são remakes de níveis do Halo original, chamado "Hang 'Em High" e "Derelict", respectivamente. Eles foram lançados para o Halo 2 no Xbox Live em 17 de abril de 2007. Esses mapas não foram lançados para o Halo 2 Vista, mas foram substituídos por dois novos mapas exclusivos do Halo 2 Vista: "District" e "Uplift". A Certain Affinity trabalhou em estreita colaboração com os membros da Bungie e da Microsoft Game Studios durante o desenvolvimento desses dois mapas.
A Certain Affinity começou a trabalhar em outro projeto em novembro de 2006, que revelou ser uma IP de jogo original não anunciada no gênero de RPG de ação. O título, a plataforma e a data de lançamento do jogo ainda não foram anunciados. No entanto, a Certain Affinity declarou em uma entrevista que havia "falado com a maioria das principais publicadoras e há um grande interesse, por isso nosso objetivo é continuar autofinanciando a empresa até estarmos prontos para assinar um contrato de publicação e mudar todo mundo em tempo integral neste projeto".
O primeiro jogo original da Certain Affinity foi o Age of Booty, um jogo de estratégia em tempo real lançado para download no Steam, Xbox Live Arcade e PlayStation Network. O título foi publicado pela Capcom em 15 de outubro de 2008.
A Certain Affinity criou mapas multijogador de Call of Duty: World at War para o lançamento de varejo, bem como mapas para o segundo pacote de mapas para download.
A empresa ajudou a Valve a portar Left 4 Dead para o Xbox 360.
Em 2009, a empresa anunciou a conclusão do Halo Waypoint, desenvolvido em conjunto com a 343 Industries.
Em 2010, a Certain Affinity colaborou em mapas e modos de jogo com a Treyarch e Activision para Call of Duty: Black Ops e First Strike Map Pack 1.
A empresa trabalhou no "Defiant Map Pack" para Halo: Reach, lançado em 15 de março de 2011.
A empresa anunciou seu novo jogo, que foi lançado em 7 de setembro de 2011, chamado Crimson Alliance, no RTX 2011.
A Certain Affinity também se associou novamente à 343 Industries para o desenvolvimento de Halo: Combat Evolved Anniversary, lançado exclusivamente para o Xbox 360 em 15 de novembro de 2011.
No RTX 2012, a Certain Affinity anunciou que o estúdio estava trabalhando novamente com a 343 Industries no desenvolvimento das ferramentas de criação de mapas do Forge para o Halo 4.
No RTX 2014, a Certain Affinity mostrou seu envolvimento em Halo: The Master Chief Collection com a revelação de um dos seis mapas refeitos de Halo 2, Coagulation, junto com um novo veículo, o Gungoose.
Em 2017, a Leyou Tech investiu US$ 10 milhões na Certain Affinity para desenvolver um jogo original.

## Jogos
| Título                                  | Informação adicional                                             | Ano  | Plataforma                                                                 |
| --------------------------------------- | ---------------------------------------------------------------- | ---- | -------------------------------------------------------------------------- |
| Halo 2                                  | DLC multijogador (Blastacular Map Pack)                          | 2007 | Microsoft Windows, Xbox 360                                                |
| Age of Booty                            |                                                                  | 2008 | Microsoft Windows, PlayStation Network, Xbox Live Arcade                   |
| Call of Duty: World at War              | Multijogador e DLC multijogador                                  | 2008 | Microsoft Windows, PlayStation 3, Wii, Xbox 360                            |
| Left 4 Dead                             | Auxiliou o desenvolvimento                                       | 2008 | Xbox 360                                                                   |
| Halo Waypoint                           | Co-desenvolvido com a 343i                                       | 2009 | Xbox 360                                                                   |
| Call of Duty: Black Ops                 | DLC multijogador                                                 | 2010 | Microsoft Windows, PlayStation 3, Xbox 360                                 |
| Halo: Reach                             | DLC multijogador (Defiant Map Pack)                              | 2011 | Xbox 360                                                                   |
| Crimson Alliance                        |                                                                  | 2011 | Arcade Xbox Live                                                           |
| Halo: Combat Evolved Anniversary        | Co-desenvolvido com a 343i                                       | 2011 | Xbox 360                                                                   |
| Halo 4                                  | Co-desenvolvido com a 343i                                       | 2012 | Xbox 360                                                                   |
| Call of Duty: Ghosts                    | Multijogador e DLC multijogador                                  | 2013 | Microsoft Windows, PlayStation 3, PlayStation 4, Wii U, Xbox 360, Xbox One |
| Halo: The Master Chief Collection       | Multijogador                                                     | 2014 | Xbox One                                                                   |
| Age of Booty Tactics                    | Multijogador                                                     | 2014 | iOS                                                                        |
| Doom                                    | Multijogador Co-desenvolvido com a id Software                   | 2016 | Microsoft Windows, PlayStation 4, Xbox One                                 |
| Call of Duty: Modern Warfare Remastered | Co-desenvolvido com a Raven Software, High Moon Studios e Beenox | 2016 | Microsoft Windows, PlayStation 4, Xbox One                                 |
| Halo Infinite                           | Co-desenvolvido com a 343 Industries, SkyBox Labs e SperaSoft    | 2021 | Microsoft Windows, Xbox One, Xbox Series X/S                               |